# Ambasadorowie Chin w Republice Środkowoafrykańskiej
Chińska Republika Ludowa posiada w Republice Środkowoafrykańskiej swojego przedstawiciela w randze ambasadora od 1965 roku.
| 1.  | Meng Ying    | styczeń 1965 – styczeń 1966   |
| 2.  | Li Shi       | listopad 1976 – styczeń 1982  |
| 3.  | Xu Jingwu    | listopad 1982 – listopad 1985 |
| 4.  | Zhou Xianjue | styczeń 1986 – styczeń 1990   |
| 5.  | Zhao Huimin  | marzec 1990 – lipiec 1991     |
| 6.  | Cui Yongqian | kwiecień 1998 – styczeń 2001  |
| 7.  | Wang Sifa    | lipiec 2001 – grudzień 2003   |
| 8.  | He Sijin     | styczeń 2004 – sierpień 2007  |
| 9.  | Shi Hu       | sierpień 2007 – b.d.          |
| 10. | Sun Haichao  | b.d.                          |